# صوفيا والاس
صوفيا والاس (بالإنجليزية: Sophia Wallace)‏ هي مصورة أمريكية، ولدت في 1978 في سياتل في الولايات المتحدة.